# Перальба
Перальба, або Монте-Перальба (плод. Jochkouvl; вен. la Peralba; фріул. la Peralbe; італ. il Peralba; нім. Hochweißstein) — гора заввишки 2694 метри в Карнійських Альпах, гірському масиві у Південних Вапнякових Альпах
Пік розташований в італійській німецькомовній комуні Саппада, яка з 22 листопада 2017 року знаходиться в провінції Удіне (область Фріулі-Венеція-Джулія); до цього Саппада була в провінції Беллуно (регіон Венето).
Кордон з австрійською землею Каринтія проходить приблизно за один кілометр від Перальби, у північно-східному напрямку.
Гора отримала свою назву від майже білого вапняку з коралових рифів Девона, який присутній тут у пластах великої товщини .
На схилах Перальби бере початок річка П'ява.

## З історії
Гора Перальба знаходилася на Італійському фронті Першої світової війни.
Завдяки своєму стратегічно вигідному розташуванню Монте-Перальба була дуже спірною, важливою точкою для Австрії та Італії під час гірської війни 1915-1918 років, про що й досі свідчать численні залишки сховищ, траншей і укріплених військових позицій.
Територія навколо Перальби була важливою ареною військових дій під час Першої світової війни, коли австрійські та італійські війська вели запеклі бої за головний хребет Карни. Гора, з її пануванням і великим плато на вершині, де було легко побудувати укріплення, була однією з головних цілей обох сторін. Іншою метою був контроль над верхньою частиною долини річки Піави, що дозволяло легко дістатися італійським військам до цього району бойових дій. Тому Монте-Перальба, а також хребти масиву Монте-Ластроні з іншого боку долини були дуже сильно укріплені. Навіть сьогодні можна знайти багато залишків війни 100-річної давності – печери, вогневі позиції, старі укріплення тощо.
Сьогодні Перальба є популярним місцем для туристів і альпіністів завдяки легкій доступності та домінуючому вигляду в цьому районі.
20 липня 1988 року 68-річний Папа Іван Павло ІІ піднявся на Перальбу через південно-східний бік.
На плато вершини розміщено хрест та зображення Діви Марії у вигляді невеликої статуї.

## Галерея зображень

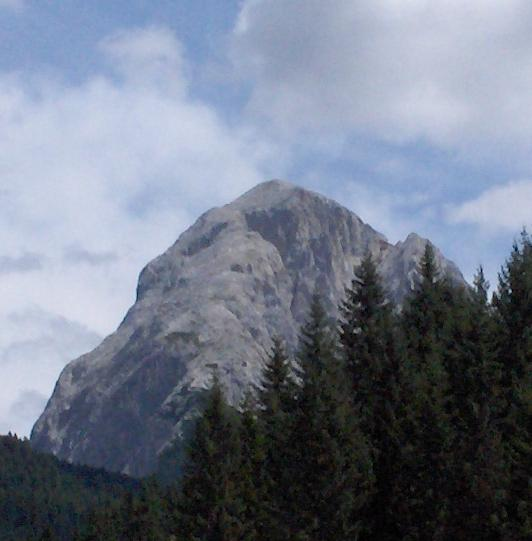
Гора Перальба
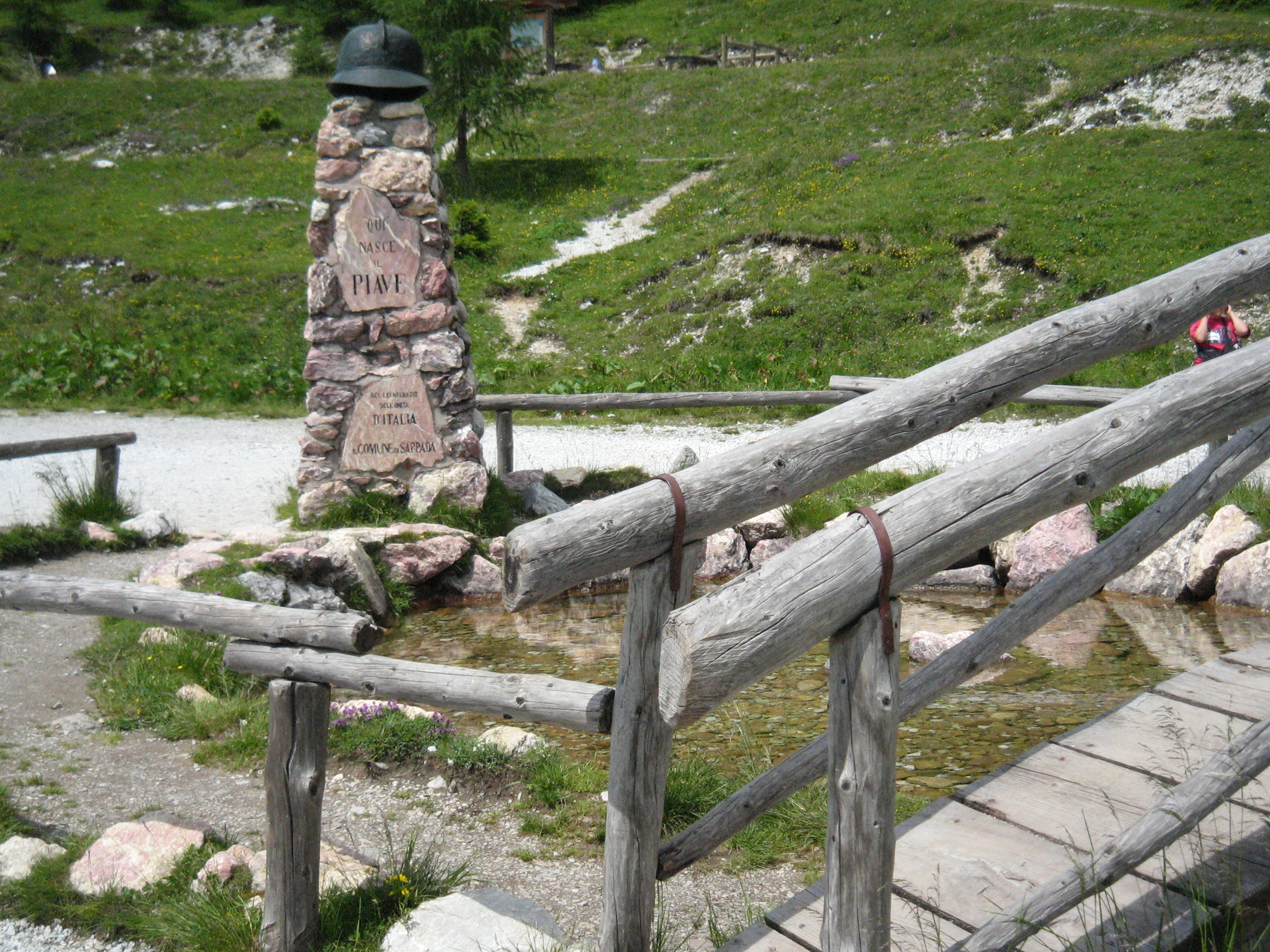
Quo nasce il Piave Де починається П'яве
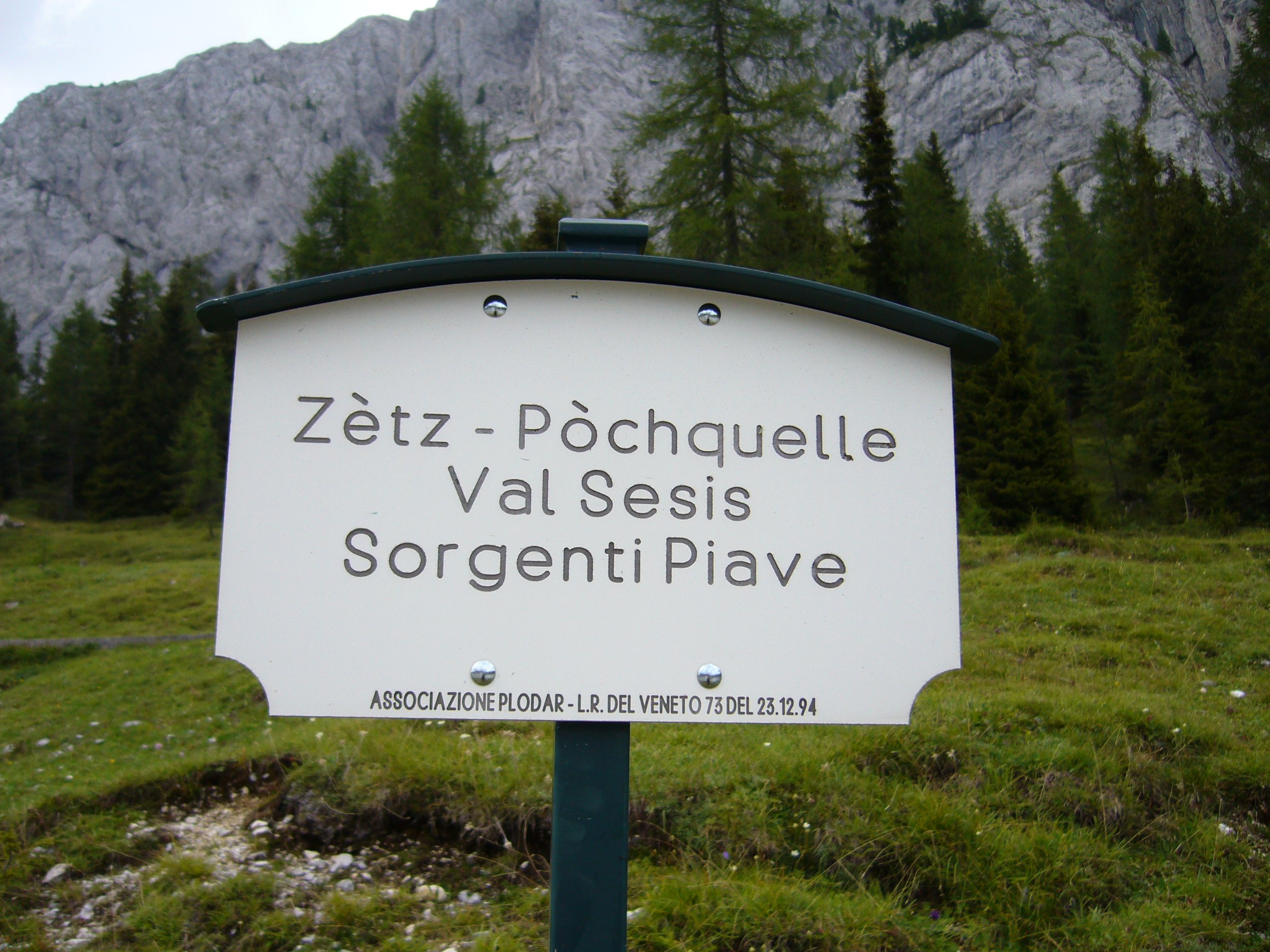
Знак — Val Sesis[it]. Джерело П'яви
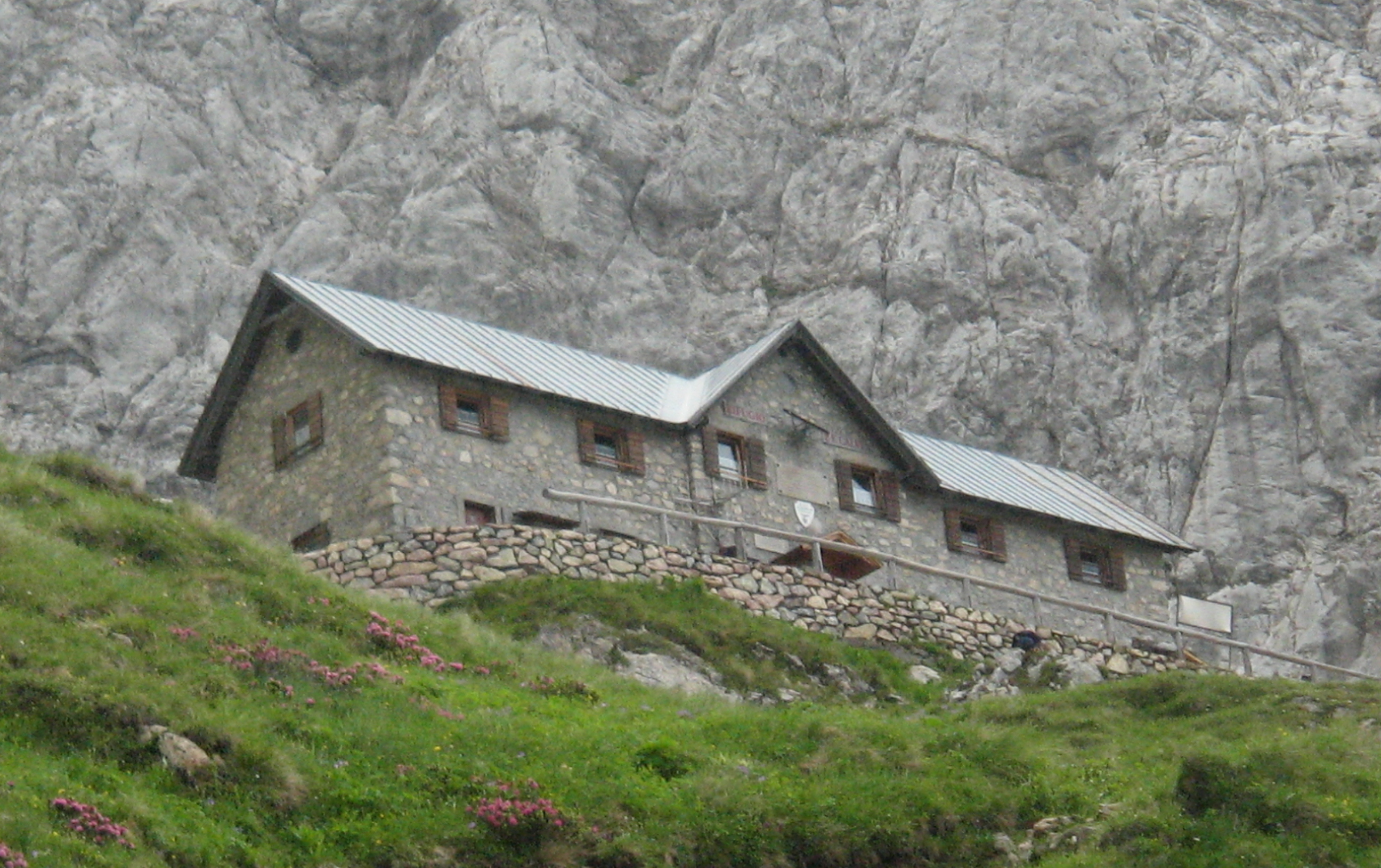
Гірський притулок Кальві[vec]